# 335 Roberta
A 335 Roberta (ideiglenes jelöléssel 1892 C) a Naprendszer kisbolygóövében található aszteroida. Anton Staus fedezte fel 1892. szeptember 1-én.